# バンドン工科大学
バンドン工科大学（バンドンこうかだいがく、バンドゥン工科大学、Institut Teknologi Bandung, ITB）はインドネシアのバンドンにある理工系の国立大学。前身はオランダ植民地時代の1920年に設立された「バンドン工業高等学校」（Technische Hoogeschool te Bandung）。

## 概要
インドネシア初の技術系高等教育機関であり、当初は一学部一学科というごく小規模なものであった。その後、日本の占領期には「工業大学」と日本語に改名されたが、1945年、独立戦争が起こるとともに「インドネシア大学の工学部」としてと組織および名称を変更してきた。そして1959年3月に「Institut Teknologi Bandung：バンドン工科大学」となった。
今日、インドネシアにおける最も優れた理工系大学と評価されるようになっている。国立大学に入学するには統一大学入学試験を受けて合格するか、高校卒業時の全国試験結果に基づく推薦を受けなくてはならない。2009年には42万人ほどの統一大学入学試験受験者のうち上位に近い2,000人弱を合格にする。2022年には受験者数に対する学部定員あるいは比率は、3%から19%の範囲である。インドネシアで最も人気が高く、最も入りにくい大学である。統一大学入学試験のスコアでにおいては、他の国立大学の医学部系よりも、ITBの電子電気情報系（School of Electrical Engineering and Informatics)や産業工学系(Faculty of Industrial Technology)等が高いスコアを必要とする。

## 教育及び研究

### 組織
組織は学長、理事、評議員会の下に教務、事務、学生、文化・コミュニケーション、計画・運営管理の各部門を担当する5人の副学長が配されている。学部は数学・自然科学部、産業工学（工業技術学部）、土木建築学部、鉱産学部、芸術デザイン学部などがあり、大学院（修士課程および博士課程）が設置されている。さらに付属機関として研究所、産学共同機関、学術施設（図書館、コンピュータセンターなど）、教務部、事務部、経理部、学生部、計画・情報システム部がある。

### 学部
数学・自然科学部には、天文学科、生物学科、化学科、地学科、数学科、薬学科、物理学科がある。
土木建築学部には、地域学科、環境工学科、都市計画学科、建築設計学科がある。
工業技術学部には、電気工学科、応用物理学科（物理工学科）、工業工学科、情報学科、化学工学科、機械工学科、航空工学科がある。
鉱山学部には、鉱山工業学科、地学科、石油工業学科がある。
工芸及びデザイン学部には、工芸学科とデザイン学科がある。現在の組織では、地球科学技術学部（FITB）、数学・自然科学部 (FMIPA) 、美術・デザイン学部（FSRD）、産業技術学部（FTI）、機械航空工学部 (FMAE)、鉱業・石油工学部（FTTM）、土木環境工学部（FTSL）、建築・計画・政策開発学部（SAPPK）、ビジネス・マネジメント学部（SBM）、薬学部（SF）、生命科学技術学部 (SITH)になっている。

## 大学関係者と組織

### 大学関係者一覧
インドネシアの初代大統領Soekarnoスカルノはこの学校を1926年に卒業している。
第3代大統領のB. J. Habibieユスフ・ハビビ氏は、1954年に入学したが、ドイツ留学のためITBを中退した。氏は、その後西ドイツ（当時）のアーヘン工科大学航空工学科にを卒業し、1965年に工学博士号を取得した。

## 対外関係

### 他大学との関係
- 東北大学（提携校）
- 東京工業大学（提携校）
- 東京大学（提携校）
- 中央大学（理工学部とダブルディグリー提携）
- 東京農工大学（提携校）
- 電気通信大学（提携校）
- 東京工科大学（提携校）
- 武蔵野美術大学(提携校)
- 千葉大学（提携校）
- 豊橋技術科学大学（提携校）
- 長岡技術科学大学（提携校）
- 金沢大学（提携校）
- 広島大学（提携校）
- 愛媛大学（提携校）
- 九州工業大学（提携校）
- 大阪大学 （2007.2.28～）